# No Ordinary Man
No Ordinary Man es una película documental canadiense del 2020 dirigida por Aisling Chin-Yee y Chase Joynt, y escrita por Aisling Chin-Yee y Amos Mac. El documental se enfoca en Billy Tipton, músico de jazz de quien después de su muerte se reveló que era transgénero. Tuvo su estreno en el Festival Internacional de Cine de Toronto, realizado de manera virtual, en 2020, y ganó el premio a Mejor Película Canadiense en el Festival de Cine y Vídeo Inside Out.
La producción de la película se vio afectada por la pandemia de COVID-19 en Canadá. Sin embargo, como el rodaje principal ya estaba terminado, afectó los trabajos de edición y de posproducción, los cuales se realizaron de forma remota.

## Argumento
Durante décadas, la vida del músico de jazz Billy Tipton se consideró la de una ambiciosa mujer que se hacía pasar por un hombre para tener una carrera musical. Este documental reimagina su historia a través de una perspectiva trans, creando un nuevo retrato de un artista poco común, con la pregunta ¿cómo contar la historia de alguien que se ha ocultado a plena vista pidiendo a gritos ser visto?

## Respuesta crítica
Kevin Ritchie, de Now y The Georgia Straight, elogió la película, escribiendo que sus "realizaciones superpuestas crean un retrato complejo al tiempo que hacen que No Ordinary Man trate tanto del presente como del pasado. (...) se construye hasta un clímax conmovedor y sorprendente en el que las perspectivas empáticas trans sobre Tipton finalmente pueden eclipsar el relato parroquial del tabloide". En The New Yorker, Richard Brody escribió que, al cuestionar la perspectiva misma de hacer una película biográfica sobre Tipton, los directores Aisling Chin-Yee y Chase Joynt crearon una película metabiográfica sobre un músico que se ganó su lugar en la historia póstumamente, por razones que cuidadosamente evitó revelar a lo largo de su vida.
Ricardo Gallegos, de La Estatuilla, describe el documental como brillante e inspirador, y resalta que retrata la relación entre género e identidad sexual, transfobia mediática, y los problemas físicos y emocionales de la transmasculinidad.
El Festival de Cine de Toronto incluyó No Ordinary Man en su lista anual de las diez mejores películas de Canadá del 2020.